# Maa-el-Ainin
El xeic Maa-el-Ainin o Ma al-Aynayn al-Qalqamí (àrab: ماء العينين بن محمد فاضل القلقمي, Māʾ al-ʿAynayn b. Muḥammad Fāḍil al-Qalqamī) (10 de febrer de 1831 - Tiznit, 28 d'octubre de 1910) fou el principal cap religiós i polític del Sàhara occidental al final del segle xix i començament del xx i va lluitat contra la colonització francesa i espanyola a l'Àfrica del Nord.

## Primers anys
Va ser el dotzè dels 48 germans nascuts al Qadiri sufí del xeic Muhàmmad Fàdil ibn Mamin al-Qalqamí. Va ser seleccionat entre els seus germans per estudiar a Fes.
Maa-el-Ainin és un sobrenom que vol dir "aigua sobre dos ulls" i tindria relació en què va néixer al mateix dia que va morir el seu germà Abu-l-Fat·h i la seva àvia materna Khadija. El seu pare era el fundador de la confraria pansufita dels Fadiliyya (que van fundar després de trencar amb la Bakkaiyya dels kuntes) branca de la Kadiriyya i la seva mare Manna bint al-Maium al-Ijayjbiyya. La família paterna era la dels Ahl al-Talib al-Mukhtar centrada a Dar al-Salam a la frontera entre Mali i l'Hawd de Mauritània, al nord de Goumbou, i reclamava origen alida per Yahya ibn Idris al-Saghir; estava emparentada segons deien als Lamtuna, l'aristocràcia sanhadja almoràvit. Ma al-Aynayn va esdevenir un adepte de les doctrines paternes, però després va fundar la seva pròpia tariq o confraria, la Ayniyya, amb principis fonamentals lleugerament diferents dels paterns, procurant la unió política-religiosa de l'islam.
Als 16 anys va anar a Marraqueix i va viure un temps amb els aghlal a la frontera del Hawd. El 1858 va fer el pelegrinatge i va saludar per primer cop al sultà del Marroc Mulay Abd al-Rahman. Va tornar al Hawd i es va establir a Tinduf, estació de caravanes on va adquirir una gran reputació.
El 1861 va tornar al Hawd i entre 1865 i 1867 en va sortir per anar a la Regió d'Adrar (a Shinkit i a Tiris). El 1860 va morir el seu pare (nascut vers 1780) i la seva herència a l'Hawd fou repartida entre els quatre fills principals, però Ma va rebre tot el poder polític que comportava la direcció religiosa.

## Lluita anticolonial
Llavors es va establir a Saguia al-Hamra i Río de Oro (en àrab «wadi al-dahab») on va tenir seu la seva nova confraria i els seus seguidors (talamidh, novicis) que seguien un estil de vida copiat del dels xeics kuntes. Va fer diverses visites al sultà del Marroc i el va abastir d'esclaus ui va combatre els intents europeus d'establir-se a la zona. Es va casar amb dones de les principals tribus de la regió i va aconseguir un fort suport del Awlad Dulaym (Dlim), dels arusiyyin de Tadjakant, dels Awlad Bu Sba i del Ahl Barikalla.
Dominava les rutes de caravanes del Sàhara occidental i segons el seu fill (el xeic Muhammad al-Mustafa Murabbih Rabbuh) el sultà Mawlay al-Hasan (1873-1894) el va nomenar com guardià de la frontera entre Tarfaya (Cap Juby) i al-Dakhila (avui Dakhla). Ma no tenia una capital, vivia en una tenda a diversos llocs. Va iniciar la construcció d'una zawiya a Dar Hamra, al Saguia al-Hamra, així com una fortalesa i un petit poble a Maltga, a la mateixa regió.
Després de 1896 els llaços amb el sultanat del Marroc foren particularment estrets davant la penetració francesa. El 1897 Ma fou rebut en triomf per Mawlay Abd al-Aziz que havia pujat al tron el 1894, i es van fundar zawiyes a Marraqueix, Fes i Salé; el xeic va rebre terres igual que la seva família. Va esdevenir el poder a l'ombra dins la cort marroquina, i era temut per la seva suposada màgia i pels seus seguidors fanàtics. Va rebre el títol de kutb dels ulemes de Fes.
El 1898 Ma va començar el seu projecte més ambiciós, la construcció d'una kasaba, una zawiya, una mesquita, una biblioteca i un centre administratiu i comercial al Sàhara, a la vora del uadi Silwan, al Saguia al-Hamra. El lloc era proper a una ruta que unia el uadi Nun i l'Adrar i al Tiris, i no gaire lluny de Tarfaya que serviria de port; la zona era apte per cultius agrícoles limitats i per pastures. Aquest lloc fou la vila de Smara. Les pedres es van aconseguir al lloc o foren portades per vaixell i en camell de Mogador i les Canàries. Entre els edificis la residència per les seves dones (quatre) i les nombroses concubines, i pels seus fills. La seva biblioteca tenia 200 llibre i 500 manuscrits. Molts edificis eren només murs darrere dels quals es plantaven les tendes, però hi havia magatzems, polvorí i graners. La tasca no es va acabar mai.
El 1903 els francesos van declarar Trarza, al sud-oest de Mauritània, protectorat. El 1905 el comissari general Xavier Coppolani fou assassinat per saharauis antieuropeus a Tidjikdja; els assassins tenien el suport de Ma al-Aynayn; el 1906 França va ocupar el Tagant i com que Smara no podia ser defensada, Ma es va retirara la kasaba de Tiznit al Sus que el 1907 va esdevenir la base de la seva gihad. Va cridar en ajut al sultà del Marroc però Mawlay Abd al-Aziz va haver de deixar el tron al seu germà Mawlay al-Hafiz al que Ma va fer jurament de lleialtat, però com que el nou sultà volia una entesa amb els francesos, Ma hi va perdre la confiança i el 1910 es va presentar a Marràqueix amb un exèrcit reclutat entre les tribus de l'Antiatles i el Sus i es diu que va fer una demostració de força i el juny es va proclamar sultà (o potser mahdí), però alguns historiadors ho posen en dubte. La seva influència religiosa era no obstant extraordinària però tenia 79 anys i poc a perdre. No obstant el seu fill xeic Muhammad al-Imam i un dels seus germans Sad Abih (Saad Bouh) que cooperava amb els francesos, van refutar aquesta interpretació. Es diu que el seu fill i successor (khalifa) Ahmad al-Hayba (o al-Hiba) era el que movia els fils dels esdeveniments. Les seves forces foren derrotades el 23 de juny de 1910 a Kasba Tadla i el setembre de 1910 es va retirar a Tiznit on va morir el 28 d'octubre de 1910. La seva tomba va restar un mausoleu familiar. Les seves forces van assetjar Fes el 1911 i el sultà va demanar ajut a França provocant l'establiment del protectorat. Smara abandonada, fou ocupada pels francesos manats pel coronel Mouret el 1913 i la cúpula de la kasaba, símbol de l'autoritat de Ma, fou damnada; la biblioteca fou cremada.

## Vida personal i descendents
Hauria tingut 116 esposes i concubines, i fou pare d'almenys 21 fills i 30 filles (algunes fonts donen 68 fills en total). Entre els seus descendents alguns van ser religiosos o poetes i altres van col·laborar amb els espanyols, o es van exiliar al Marroc o a Mauritània; alguns van portar vida de pastors nòmades al Hawd.

## Literatura
El xeic Ma al-Aynayn va ser un escriptor prolífic i va deixar una sèrie d'obres entre elles Mubṣir al-mutashawwif ʻalá Muntakhab al-Taṣawwuf.